# بيبوبرومان
بيبوبرومان (بالإنجليزية: Pipobroman)‏ هو دواء يُستعمل في علاج:
- ابيضاض الدم[7]
- كثرة الحمر الحقيقية (منذ 7 يناير 1966)[8]
- ابيضاض المحببات المزمن (منذ 7 يناير 1966)[8]